# Список видов грибов, занесённых в Красную книгу Ярославской области
Список видов грибов, занесённых в Красную книгу Ярославской области. Систематика приводится согласно изданию.
- Статус. Использована классификация по редкости таксонов (видов и подвидов) и популяций, принятая в изданном в 1988 году томе «Красная книга РСФСР. Растения».
  - 0. По-видимому, исчезнувшие виды (подвиды).
  - 1. Виды (подвиды), находящиеся под угрозой исчезновения. «Таксоны, сохранение которых маловероятно, если факторы, вызвавшие сокращение их численности, будут продолжать действовать. К этой категории относятся таксоны, численность особей которых уменьшилась до критического уровня или число местонахождений которых сильно сократилось.»
  - 2. Уязвимые виды (подвиды). «Таксоны, которым, по-видимому, в ближайшем будущем грозит перемещение в категорию находящихся под угрозой исчезновения, если факторы, вызвавшие сокращение их численности, будут продолжать действовать. К этой категории относятся таксоны, у которых численность особей всех или большей части популяций уменьшается вследствие чрезмерного использования, значительных нарушений местообитаний или других изменений среды.»
  - 3. Редкие виды (подвиды). «Таксоны, представленные небольшими популяциями, которые в настоящее время не находятся под угрозой исчезновения и не являются уязвимыми, но рискуют оказаться таковыми. Эти таксоны обычно распространены на ограниченной территории или имеют узкую экологическую амплитуду, либо рассеянно распространены на значительной территории.».
  - 4. Малоизученные виды. «Таксоны, которые, очевидно, относятся к одной из предыдущих категорий, но достаточных сведений об их состоянии в настоящее время нет.»
- Ранг охраны: международный (М) — для видов, включенных в Красную книгу МСОП и рекомендованных для охраны в документах Международных конвенций, государственный (РФ) — для видов, включённых в Красную книгу Российской Федерации, местный (ЯО) — для видов, впервые включённых в Красную книгу Ярославской области.
- Численность: обильно, довольно обильно, рассеянно, единично.
- Встречаемость: часто, изредка, спорадически, очень редко.

Все виды относятся к отделу Базидиомицеты.
| Название                                                                                      | Порядок, семейство                 | Статус, ранг | Район, населённый пункт находок | Числ-сть, встр-сть    | Места обитания | Лимитирирующие факторы | Принятые меры охраны                                  | Фото |
| --------------------------------------------------------------------------------------------- | ---------------------------------- | ------------ | --- | --------------------- | --- | --- | ----------------------------------------------------- | ---- |
| Лепиота луговая / Lepiota oreadiformis                                                        | Агариковые, Агариковые             | 3, ЯО        | Ростовский (д. Козохово), Переславский (урочище Кухмарь)                                                                                                   | единично, очень редко | светлые широколиственные и смешанные леса, луга, пастбища, парки, огороды                                                                  | не изучены | часть популяций в национальном парке «Плещеево озеро» |      |
| Плютей петасатус / Pluteus petasatus                                                          | Агариковые, Плютеевые              | 3, ЯО        | Ярославский (пос. Вакарево) | единично, очень редко | пни и валеж берёзы, древесные отходы | не изучены | не приняты                                            |      |
| Трихолома опоясанная, рядовка опоясанная / Tricholoma cingulatum                              | Агариковые, Рядовковые             | 3, ЯО        | Ярославский (ст. Лютово) | единично, очень редко | сосновые леса, на опушках, предпочитает песчаные почвы, либо в местах произрастания ивы (пойменные леса)                                   | не изучены | не приняты                                            |      |
| Дубовик оливково-бурый, дубовик обыкновенный, болет грязно-бурый, поддубник / Boletus luridus | Болетовые, Болетовые               | 3, ЯО        | Переславский (урочище Кухмарь), Ярославский (с. Устье) | единично, изредка     | широколиственные и смешанные леса | не изучены | часть популяций в национальном парке «Плещеево озеро» |      |
| Осиновик белый, подосиновик белый / Leccinum percandidum                                      | Болетовые, Болетовые               | 3, РФ        | Даниловский (ст. Холм), Некоузский (д. Кашеварки), Переславский (д. Хмельники), Тутаевский (ст. Пустово), Угличский (д. Кайлово, биостанция ЯрГУ «Улейма») | единично, изредка     | берёзовые и с примесью березы леса | Нарушение естественных мест обитания под действием антропогенных факторов. Сбор плодовых тел населением.                                          | часть популяций в национальном парке «Плещеево озеро» |      |
| Гиропорус каштановый, каштановый гриб, каштановик / Gyroporus castaneus                       | Болетовые, Гиродоновые             | 3, РФ        | Переславский (д. Княжево и местечко Симак) | единично, изредка     | хвойные, смешанные и широколиственные леса, часто на опушках, предпочитает песчаные почвы                                                  | Нарушение естественных мест обитания под действием антропогенных факторов. Сбор плодовых тел населением.                                          | часть популяций в национальном парке «Плещеево озеро» |      |
| Гиропорус синеющий, синяк / Gyroporus cyanescens                                              | Болетовые, Гиродоновые             | 3, РФ        | Переславский (д. Княжево и местечко Симак), Угличский (д. Кайлово, биостанция ЯрГУ «Улейма»)                                                               | единично, изредка     | хвойные, лиственные и смешанные леса, предпочитает песчаные почвы                                                                          | Нарушение естественных мест обитания под действием антропогенных факторов, в первую очередь рубка и осушение лесов. Сбор плодовых тел населением. | часть популяций в национальном парке «Плещеево озеро» |      |
| Мутинус Равенеля / Mutinus ravenelii                                                          | Весёлковые, Весёлковые             | 3, РФ        | Ярославль (Средний и Нижний посёлки, устье Которосли) | рассеянно, редко      | смешанные и хвойные леса рядом с жильём, в парках, садах, на богатой гумусом и органическими остатками почве                               | не изучены | не приняты                                            |      |
| Ганодерма блестящая, лакированный трутовик / Ganoderma lucidum                                | Ганодермовые, Ганодермовые         | 3, ЯО        | Переславский (урочище Кухмарь) | единично, очень редко | сухостой, валеж и пни лиственных (берёза, дуб, клен, ольха, осина, тополь, ясень), а также хвойных (ель) пород деревьев                    | Чувствителен к антропогенному загрязнению окружающей среды.                                                                                       | часть популяций в национальном парке «Плещеево озеро» |      |
| Гериций коралловидный, ежевик коралловидный / Hericium coralloides                            | Герициевые, Герициевые             | 3, РФ        | Переславский (местечко Симак) | единично, редко       | пни и валеж лиственных пород деревьев, преимущественно берёзы, реже вяза, ольхи, дуба, лещины, липы, осины, иногда в дуплах живых деревьев | Нарушение естественных мест обитания под действием антропогенных факторов (особенно рубка, расчистка леса от валежника).                          | часть популяций в национальном парке «Плещеево озеро» |      |
| Клавариадельфус пестиковый, или рогатик пестиковый / Clavariadelphus pistillaris              | Кантарелловые, Клавариа- дельфовые | 3, РФ        | Ростовский (д. Козохово) | единично, очень редко | лиственные, смешанные и хвойные (еловые) леса, часто среди зелёных мхов или на известняковых почвах                                        | Нарушение естественных мест обитания под действием антропогенных факторов.                                                                        | не приняты                                            |      |
| Паутинник фиолетовый / Cortinarius violaceus                                                  | Кортинариевые, Паутинниковые       | 3, РФ        | Тутаевский (ст. Пустово) | единично, редко       | хвойные и лиственные леса | не изучены | не приняты                                            |      |
| Феолепиота золотистая, чешуйчатка травяная / Phaeolepiota aurea                               | Кортинариевые, Паутинниковые       | 3, ЯО        | Ярославский (ст. Тенино, Барский лес) | рассеянно, изредка    | лиственные и смешанные леса, на опушках, в парках, садах, на обочинах дорог, местах пожаров, среди травы, часто в крапиве                  | Нарушение естественных мест обитания под действием антропогенных факторов.                                                                        | не приняты                                            |      |
| Грифола зонтичная, трутовик разветвлённый, полипорус зонтичный / Grifola umbellata            | Пориевые, Кориоловые               | 3, РФ        | Даниловский, Тутаевский (с. Великое), Угличский (д. Кайлово, биостанция ЯрГУ «Улейма»), Ярославский                                                        | единично, изредка     | лиственные и смешанные леса | Нарушение местообитаний в результате вырубки лесов. Повышенное рекреационное воздействие. Сбор плодовых тел населением.                           | не приняты                                            |      |